# 2005 en Pologne
Cette page recense tous les événements médiatiques important de l'année 2005 en Pologne.

## Titulaires
| Position          | Personne                             | Parti Politique |
| ----------------- | ------------------------------------ | --------------- |
| Président         | Alexandre Kwaśniewski Lech Kaczyński |                 |
| premier ministre  | Marek Belka Kazimierz Marcinkiewicz  |                 |
| Maréchal du Sejm  | Włodzimierz Cimoszewicz              |                 |
| Maréchal du Sénat | Longin Pastusiak Bogdan Borusewicz   |                 |

## Événements
- 9 et 23 octobre – Élection présidentielle polonaise de 2005

## Décès

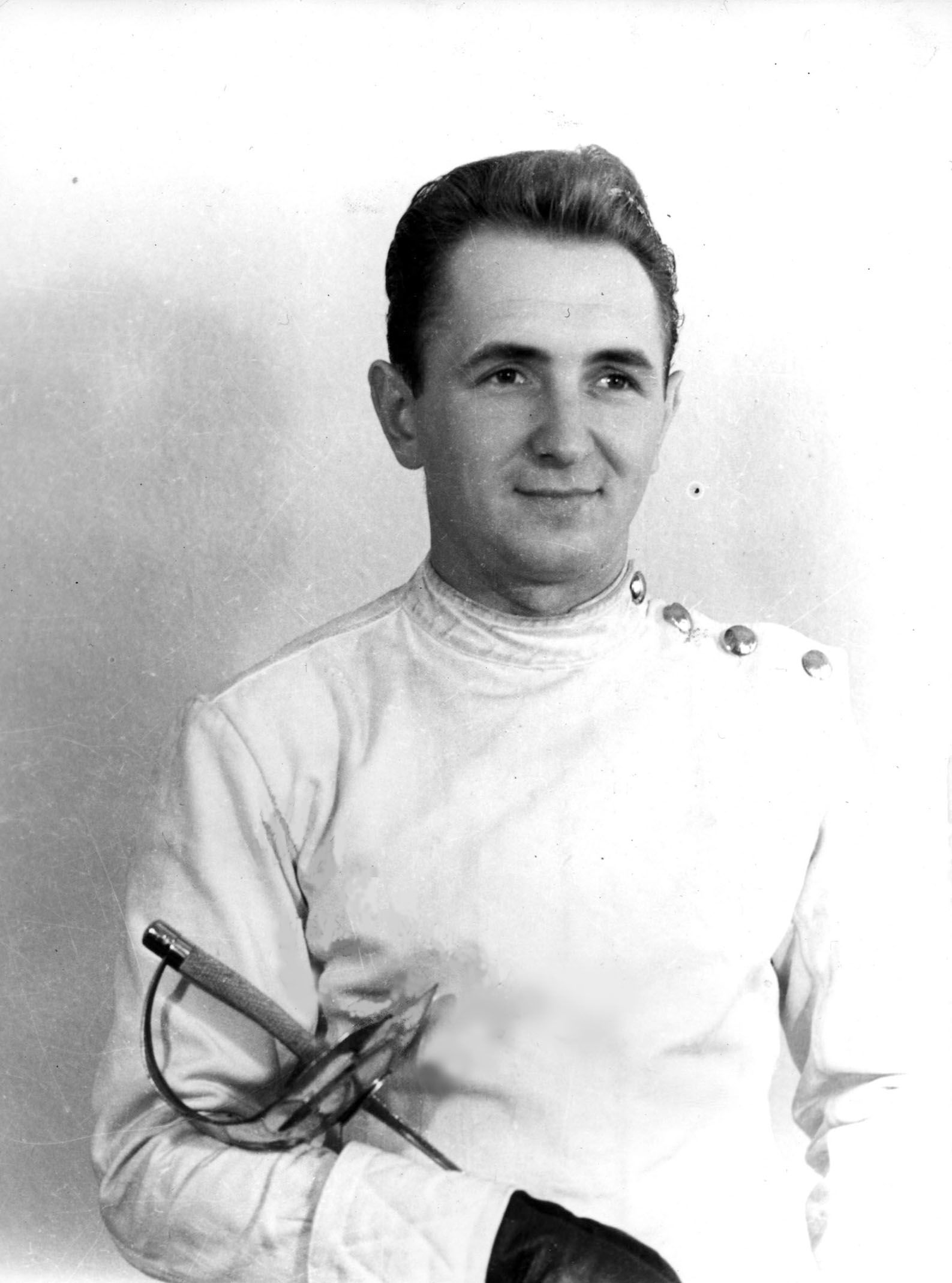
Jerzy Pawłowski a remporté une médaille d'or au sabre aux Jeux olympiques d'été de 1968.

- 11 janvier – Jerzy Pawłowski, (image), escrimeur et agent double (né en 1932).
- 20 janvier – Jan Nowak-Jeziorański, journaliste, écrivain, homme politique ainsi que travailleur social (né en 1914)
- 25 janvier – Stanisław Albinowski (en), économiste (né en 1923)
- 21 février – Zdzisław Beksiński peintre, photographe et sculpteur (né en 1929)
- 17 mars – Czesław Słania, graveur (né en 1921)
- 3 avril – Aleksy Antkiewicz, boxeur (né en 1923).
- 17 avril – Marian Sawa, compositeur (né en 1937)
- 12 mai – Zdzisław Gierwatowski (en), footballeur (né en 1920)
- 14 mai – Józef Gąsienica (en), skieur de combiné nordique (né en 1941).
- 26 mai – Krzysztof Nowak, footballeur (né en 1975)
- 30 mai – Tomasz Pacyński (en), écrivain de fantasy et de science-fiction (né en 1958)
- 26 juin – Filip Adwent, homme politique (né en 1955)
- 20 août – Romuald Grabczewski (en), joueur d'échecs (né en 1932)
- 31 août – Joseph Rotblat, physicien (né en 1908)
- 16 septembre – Arkadiusz Gołaś, volleyeur (né en 1981).
- 24 septembre – Daniel Podrzycki (en), homme politique (né en 1963)
- 13 octobre – Marian Zieliński, haltérophile (né en 1929).
- 17 novembre – Marek Perepeczko, acteur (né en 1942)